# Concepcion (Misamis Occidental)
Concepcion (Bayan ng Concepcion) är en kommun i Filippinerna. Kommunen ligger på ön Mindanao, och tillhör provinsen Misamis Occidental. Folkmängden uppgår till 6 900 invånare.

## Barangayer
Concepcion är indelat i 18 barangayer.
| - Bagong Nayon - Capule - New Casul - Guiban - Laya-an - Lingatongan - Maligubaan - Mantukoy - Marugang | - Poblacion - Pogan - Small Potongan - Soso-on - Upper Dapitan - Upper Dioyo - Upper Potongan - Upper Salimpono - Virayan |